# Sir Matt Busby Player of the Year

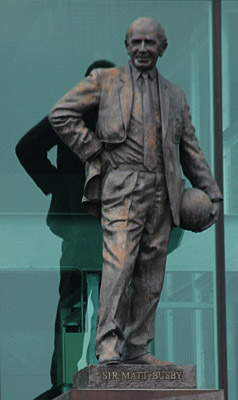
Trofén är en förminskad kopia på denna staty av Sir Matt Busby utanför Old Trafford.

Sir Matt Busby Player of the Year, tidigare känd som MUFC Members Player of the Year (1988–1995), är en årligt utmärkelse som röstas fram av fansen och delas ut till den enligt dem bästa spelaren i Manchester United per säsong. Den är namngiven efter den före detta Manchester United tränaren Sir Matt Busby, som tränade klubben 1945 till 1969 och 1970 till 1971. Priset döptes 1996 om till hans ära, efter hans död 1994, och en ny trofé beställdes - en förminskad kopia på statyn av Busby vid den östra änden av Old Trafford.
Den första vinnaren av utmärkelsen, Brian McClair som vann 1988, var även den första spelaren att vinna den två gånger när han vann 1992. Sedan dess har ytterligare sju spelare vunnit priset mer än en gång, av vilka fem har vunnit den två säsonger i rad: Roy Keane (1999, 2000), Ruud van Nistelrooy (2002, 2003), Cristiano Ronaldo (2007, 2008), Bruno Fernandes (2020, 2021). Ronaldos vinst 2008 gjorde han till den första spelaren att vinna tre gånger, då han även vann 2004 och 2007. 2025 vann Bruno Fernandes sitt fjärde pris vilket som innebar att han hade vunnit priset flest gånger tillsammans med David De Gea och Cristiano Ronaldo (4 gånger var). Bruno Fernandes är den senaste vinnaren, då han vann 2025.

## Vinnare

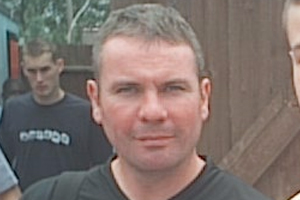
Brian McClair vann den första utmärkelsen 1988

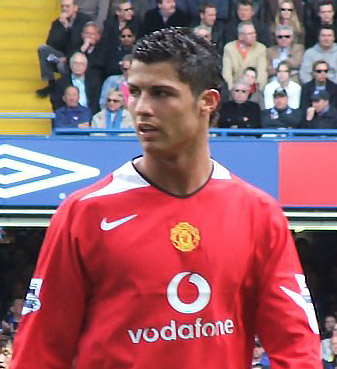
Cristiano Ronaldo, har vunnit utmärkelsen tre gånger

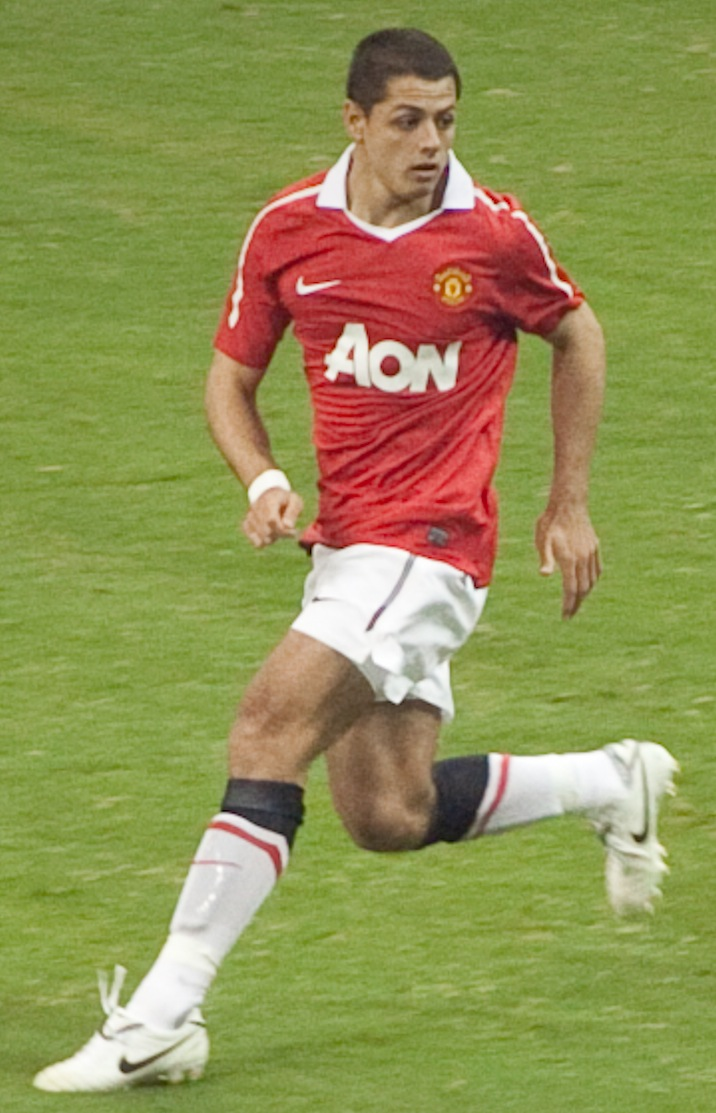
Javier Hernández vann utmärkelsen 2011

Spelare i fetstil spelar fortfarande i Manchester United
| Säsong    | Namn                | Nationalitet  | Position    | Noter                                  | Ref         |
| --------- | ------------------- | ------------- | ----------- | -------------------------------------- | ----------- |
| 1987/1988 | Brian McClair       | Skottland     | Anfallare   |                                        | [ 1 ]       |
| 1988/1989 | Bryan Robson        | England       | Mittfältare | Första engelska vinnaren               |             |
| 1989/1990 | Gary Pallister      | England       | Försvarare  |                                        | [ 1 ]       |
| 1990/1991 | Mark Hughes         | Wales         | Anfallare   |                                        | [ 2 ]       |
| 1991/1992 | Brian McClair       | Skottland     | Anfallare   | Första spelaren att vinna två gånger   |             |
| 1992/1993 | Paul Ince           | England       | Mittfältare |                                        |             |
| 1993/1994 | Eric Cantona        | Frankrike     | Anfallare   | Första vinnaren utanför Storbritannien |             |
| 1994/1995 | Andrei Kanchelskis  | Ryssland      | Mittfältare |                                        |             |
| 1995/1996 | Eric Cantona        | Frankrike     | Anfallare   |                                        |             |
| 1996/1997 | David Beckham       | England       | Mittfältare |                                        |             |
| 1997/1998 | Ryan Giggs          | Wales         | Mittfältare |                                        |             |
| 1998/1999 | Roy Keane           | Irland        | Mittfältare |                                        |             |
| 1999/2000 | Roy Keane           | Irland        | Mittfältare | Första spelaren att vinna två år i rad |             |
| 2000/2001 | Teddy Sheringham    | England       | Anfallare   |                                        | [ 3 ]       |
| 2001/2002 | Ruud van Nistelrooy | Nederländerna | Anfallare   |                                        |             |
| 2002/2003 | Ruud van Nistelrooy | Nederländerna | Anfallare   |                                        | [ 1 ]       |
| 2003/2004 | Cristiano Ronaldo   | Portugal      | Anfallare   |                                        |             |
| 2004/2005 | Gabriel Heinze      | Argentina     | Försvarare  | Första vinnaren utanför Europa         | [ 1 ]       |
| 2005/2006 | Wayne Rooney        | England       | Anfallare   |                                        | [ 3 ]       |
| 2006/2007 | Cristiano Ronaldo   | Portugal      | Anfallare   |                                        | [ 4 ]       |
| 2007/2008 | Cristiano Ronaldo   | Portugal      | Anfallare   | Första spelaren att vinna tre gånger   | [ 5 ] [ 3 ] |
| 2008/2009 | Nemanja Vidić       | Serbien       | Försvarare  |                                        | [ 6 ]       |
| 2009/2010 | Wayne Rooney        | England       | Anfallare   |                                        | [ 3 ]       |
| 2010/2011 | Javier Hernández    | Mexiko        | Anfallare   | Första vinnaren från Nordamerika       | [ 1 ]       |
| 2011/2012 | Antonio Valencia    | Ecuador       | Försvarare  |                                        | [ 7 ]       |
| 2012/2013 | Robin van Persie    | Nederländerna | Anfallare   |                                        | [ 8 ]       |
| 2013/2014 | David De Gea        | Spanien       | Målvakt     | Första målvakten att vinna             |             |
| 2014/2015 | David De Gea        | Spanien       | Målvakt     |                                        |             |
| 2015/2016 | David De Gea        | Spanien       | Målvakt     |                                        |             |
| 2016/2017 | Ander Herrera       | Spanien       | Mittfältare |                                        |             |
| 2017/2018 | David De Gea        | Spanien       | Målvakt     | Första spelaren att vinna fyra gånger  |             |
| 2018/2019 | Luke Shaw           | England       | Försvarare  |                                        |             |
| 2019/2020 | Bruno Fernandes     | Portugal      | Mittfältare |                                        |             |
| 2020/2021 | Bruno Fernandes     | Portugal      | Mittfältare |                                        |             |
| 2021/2022 | Cristiano Ronaldo   | Portugal      | Anfallare   |                                        |             |
| 2022/2023 | Marcus Rashford     | England       | Anfallare   |                                        |             |
| 2023/2024 | Bruno Fernandes     | Portugal      | Mittfältare |                                        |             |
| 2024/2025 | Bruno Fernandes     | Portugal      | Mittfältare |                                        |             |

### Vinster efter spelare
| Vinnare             | Antal vinster | År                     |
| ------------------- | ------------- | ---------------------- |
| Cristiano Ronaldo   | 4             | 2004, 2007, 2008, 2022 |
| David De Gea        | 4             | 2014, 2015, 2016, 2018 |
| Bruno Fernandes     | 4             | 2020, 2021, 2024, 2025 |
| Brian McClair       | 2             | 1988, 1992             |
| Eric Cantona        | 2             | 1994, 1996             |
| Roy Keane           | 2             | 1999, 2000             |
| Ruud van Nistelrooy | 2             | 2002, 2003             |
| Wayne Rooney        | 2             | 2006, 2010             |
| Bryan Robson        | 1             | 1989                   |
| Gary Pallister      | 1             | 1990                   |
| Mark Hughes         | 1             | 1991                   |
| Paul Ince           | 1             | 1993                   |
| Andrei Kanchelskis  | 1             | 1995                   |
| David Beckham       | 1             | 1997                   |
| Ryan Giggs          | 1             | 1998                   |
| Teddy Sheringham    | 1             | 2001                   |
| Gabriel Heinze      | 1             | 2005                   |
| Nemanja Vidić       | 1             | 2009                   |
| Javier Hernández    | 1             | 2011                   |
| Antonio Valencia    | 1             | 2012                   |
| Robin van Persie    | 1             | 2013                   |
| Ander Herrera       | 1             | 2017                   |
| Luke Shaw           | 1             | 2019                   |
| Marcus Rashford     | 1             | 2023                   |

### Vinster efter position
| Position    | Antal vinnare |
| ----------- | ------------- |
| Målvakt     | 3             |
| Försvarare  | 3             |
| Mittfältare | 11            |
| Anfallare   | 12            |

### Vinster efter nationalitet
| Nationalitet  | Antal vinnare |
| ------------- | ------------- |
| England       | 7             |
| Portugal      | 3             |
| Spanien       | 3             |
| Nederländerna | 3             |
| Frankrike     | 2             |
| Irland        | 2             |
| Skottland     | 2             |
| Wales         | 2             |
| Argentina     | 1             |
| Ryssland      | 1             |
| Serbien       | 1             |
| Mexiko        | 1             |
| Ecuador       | 1             |